# Blajove, Rokîtne
Blajove (în ucraineană Блажове) este localitatea de reședință a comunei Blajove din raionul Rokîtne, regiunea Rivne, Ucraina.

## Demografie
Componența lingvistică a localității Blajove
     Ucraineană (100%)
Conform recensământului din 2001, toată populația localității Blajove era vorbitoare de ucraineană (100%).